# Indolestes cyaneus
Indolestes cyaneus är en trollsländeart som först beskrevs av Selys 1862.  Indolestes cyaneus ingår i släktet Indolestes och familjen glansflicksländor. IUCN kategoriserar arten globalt som livskraftig. Inga underarter finns listade i Catalogue of Life.